# Assunta di Cammarana

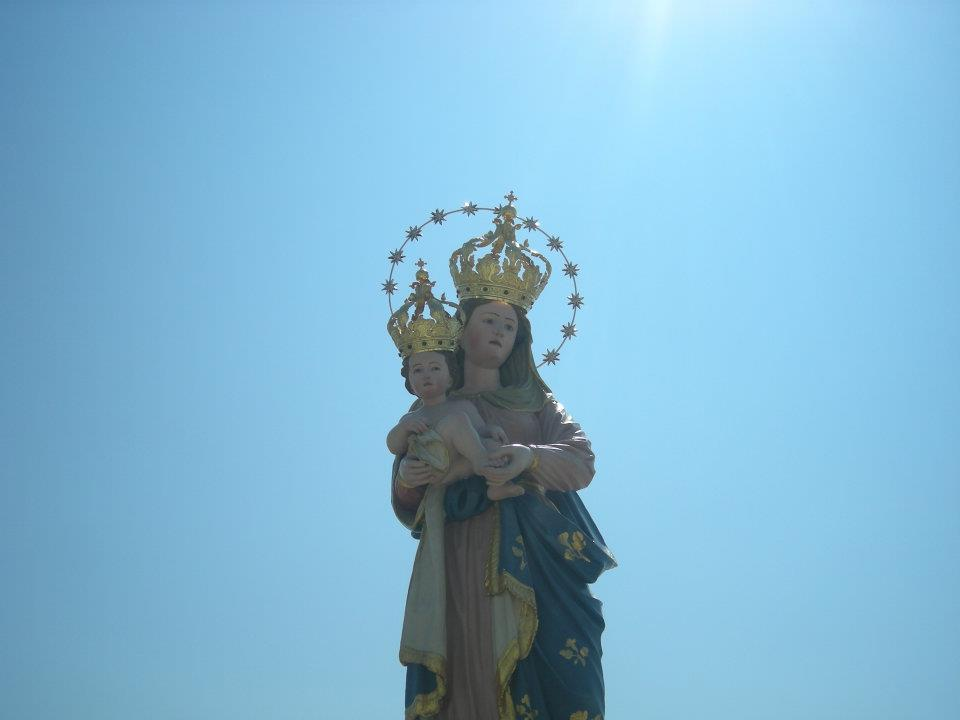
Statua dell'Assunta di Cammarana, Santa Maria di Portosalvo del 1685

L'Assunta di Cammarana, Santa Maria di Portosalvo è la Patrona e Regina di Scoglitti, il cui simulacro del 1685 si trova custodito presso la chiesa madre di Santa Maria di Portosalvo.

## Storia

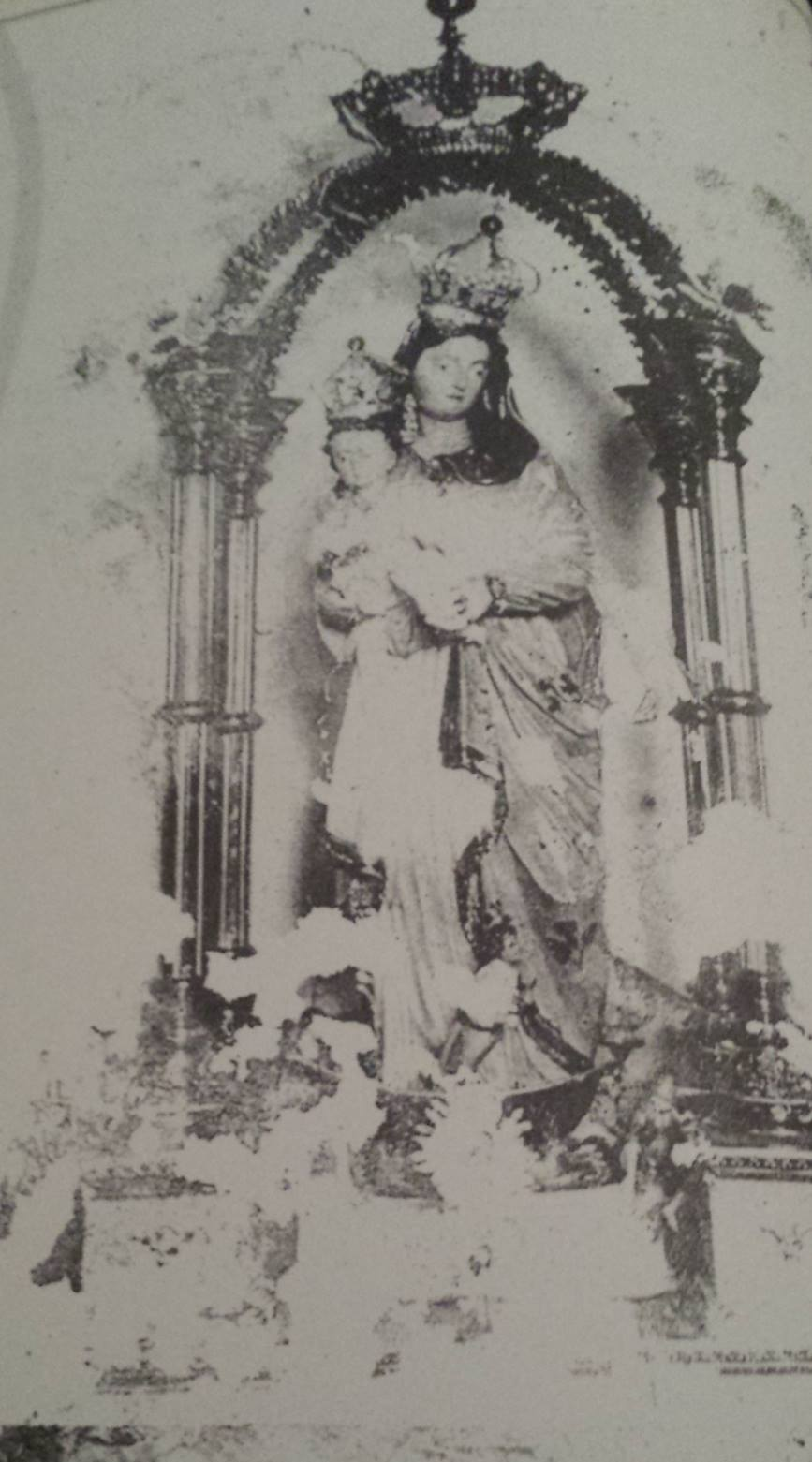
L'Assunta di Cammarana, Santa Maria di Portosalvo. patrona di Scoglitti con l'antico fercolo in metallo anno 1840.

La statua lignea era venerata presso l'antico Santuario cristiano-bizantino dell'Assunta di Cammarana sorto sui ruderi dell'antico tempio greco dedicato alla dea Minerva sul promontorio di Kamarina dov'era venerata un'icona miracolosa della dormizione della vergine (con l'apostosto Giovanni piangente ed un angelo con la palma) con il nome di Assunta di Cammarana il cui culto risale all'VIII secolo. Il Santuario andò distrutto nel 1834 a seguito di un incendio. Dalle fiamme i pescatori riuscirono a salvare solo la statua e a portarla nella settecentesca Chiesetta di Santa Maria di Portosalvo (oggi detta di San Francesco per distinguerla dalla più recente chiesa madre), distrutta l'effige la statua prese il titolo dell'Assunta di Cammarana che venne da allora venerata come loro patrona con il nome di Santa Maria di Portosalvo. Testimone del rendere propria la statua è il fatto che durante la festa gli viene messa ai piedi una barchetta con un pescatore che rema (simbolo della realtà marittima scoglittiese) e due divinità greche a poppa e prua (a testimonianza del legame con l'antico santuario sorto sui resti di un tempio pagano).
Da allora l'antichissimo culto dell'Assunta Cammarana Patrona ti tutto il comprensorio di Kamarina e di tutta la costa e il territorio circostante, si fuse con quella Patrona di Scoglitti Santa Maria di Portosalvo.
Nel maggio del 1937 fu completata la nuova Chiesa Madre e il 23 maggio 1937 fu consacrata e intitolata a Santa Maria di Portosalvo dall'arcivescovo di Siracusa S.E.Mons.Ettore Baranzini il quale volle che nel pomeriggio il simulacro della patrona in una processione partendo dalla chiesetta di Santa Maria di Portosalvo fosse portato definitivamente nella nuova chiesa Madre, Lasciando per sempre la sua antica chiesetta e intronizzandosi solennemente nella nuova chiesa madre a lei dedicata.

## I solenni festeggiamenti
Ogni anno durante i solenni festeggiamenti già noti in antichità per la sua grandezza e i suoi palii alla quale accorrevano da tutta la Sicilia e da Malta.
Il primo di agosto la Patrona viene velata e iniziano i festeggiamenti e la quindicina dell'Assunta che si protrarrà fino al 15 agosto.
Il 14 agosto avviene al grido di "Viva Maria" la suggestiva svelata della Patrona arricchita da coreografie floreali, la caduta di petali di rose dalle botole del soffitto e spari di salve a cannone.
La notte tra il 14 e il 15 agosto a mezzanotte viene suonata la campana maggiore della Chiesa Madre per richiamare la campana dell'antico Santuario dell'Assunta di Cammarana caduta a mare (secondo alcune persone la campana la si sentirebbe suonare ancora durante la notte di ferragosto).
Nel pomeriggio di ferragosto,solenne uscita del Simulacro della Patrona e giro in mare su un peschereccio con la partecipazione di tutti i fedeli e di tutti i pescatori.
Il venerdì dopo ferragosto la statua dell'Assunta si reca in processione ai piedi del promontorio sulla quale sorgeva l'antico Santuario a lei dedicata per ricordarne il legame.
La domenica dopo il ferragosto.
Nel primo pomeriggio hanno luogo i giochi con la tradizionale "antinna a mare",la gara di barche e la gara a nuoto.
Nel tardo pomeriggio sulla piazza si accalca la folla per attendere la trionfale uscita della Patrona inneggiata da volantini, spari di cannone a salve, dal suono dei sacri bronzi e dalle grida della folla esultante esce dalla Chiesa Madre e in processione percorre tutte le vie del paese per poi ritornare dopo 5/6 ore in Chiesa Madre.
Dopo otto giorni, la domenica successiva la Patrona si affaccia sul sagrato per benedire il paese di Scoglitti ed i suoi abitanti per poi ritornare nel suo altare da dove domina e protegge tutto il paese.